# 嘉雅·格桑楚臣·旦白尼玛
嘉雅·格桑楚臣·旦白尼玛（1858年—？）藏族，青海省湟源县人，第十二世（世数说明见嘉雅活佛）嘉雅活佛。

## 生平
清朝咸丰八年（1858年），生于青海省湟源县境内的扎藏寺附近，为青海蒙古和硕特部首领固始汗第八子桑噶尔扎的后裔。光绪四年（1878年），到内蒙古、外蒙古地区弘法。光绪六年（1880年），到山西省五台山朝拜之后赴北京，驻锡护国寺。光绪八年（1882年）回塔尔寺。光绪九年（1883年）出任塔尔寺居巴扎仓（密宗学院）堪布。光绪十年五月（1884年），出任塔尔寺第69任总法台。